# Lissonotus princeps
Lissonotus princeps är en skalbaggsart som beskrevs av Bates 1870. Lissonotus princeps ingår i släktet Lissonotus och familjen långhorningar. Inga underarter finns listade i Catalogue of Life.